# Serrat de la Sarga
El Serrat de la Sarga és un serrat del terme municipal de Tremp que antigament feia de termenal dels antics termes municipals de Fígols de Tremp, al Pallars Jussà i Sapeira, de l'Alta Ribagorça, però agregat administrativament al Pallars Jussà des de la seva annexió a Tremp, el 1970.
Separa dues profundes valls de la zona: al nord, la del barranc d'Espills, i al sud, la del barranc dels Masets i el seu origen, el barranc de Russirera. Pel costat de llevant, el Serrat de la Sarga va a entroncar amb la carena de la Roca de la Mola, i pel de ponent va baixant cap a la zona del poble de Tercui i la Noguera Ribagorçana.